# 長谷寺 (いわき市)
長谷寺（はせでら）は、福島県いわき市常磐上湯長谷町にある曹洞宗の寺院。

## 歴史
807年（大同2年）、徳一によって開山された。平城天皇の勅願寺であったことから、「舊平城御願・長谷寺」と称されていた。
当寺の本尊は十一面観音で、1318年（文保2年）に慶派の仏師「能慶」によって製作されたものである。当地の豪族岩崎氏が一族の菩提のために寄進したものである。

## 文化財
県指定重要文化財
- 「木造十一面観音立像」 － 文保2年（1318年）、仏師：能慶、施主：頼賢慶南坊、岩崎隆泰ほか

## 交通アクセス
- 湯本駅より徒歩20分。